# Norrbyn (Umeå)
Norrbyn is een plaats in de gemeente Umeå in het landschap Ångermanland en de provincie Västerbottens län in Zweden. De plaats heeft 178 inwoners (2005) en een oppervlakte van 35 hectare. De plaats is een voormalig vissersdorp en ligt 40 kilometer ten zuiden van de stad Umeå.